# حزب کمونیست نیجریه
حزب کمونیست نیجریه (به انگلیسی: Nigerian Communist Party) که به اختصار NCP نامیده می‌شود، یک حزب سیاسی کمونیستی در کشور نیجریه بود. این حزب به دنبال فرمان ۳۴ حکومت جانسون آگویی ایرونسی در سال ۱۹۶۶ ممنوع شناخته‌شد.